# 預言者 (2014年の映画)
預言者（よげんしゃ、Kahlil Gibran's The Prophet）は、ジブラン・ハリール・ジブランの著書『預言者』を原作としたアニメーション映画。映画はサルマ・ハエックが製作・声優を務め、カミラの声も担当している。監督はロジャー・アラーズのもと、複数の監督が参加している。セグメントはゲタンとポール・ブリッツィ、ジョアン・グラッツ、モハメッド・サイード・ハリブ、トム・ムーア、ニナ・ペイリー、ビル・プリムプトン、ジョアン・スファール、ミハル・ソチャらによって制作された。

## あらすじ
政治囚の詩人ムスタファは、父親を亡くして以来不幸で口のきけない少女アルミトラと出会った。権力者が彼を解放することを決めたとき、護衛たちが彼を故郷へ連れ帰るために護送した。途中、ムスタファは村人たちと出会い、詩や人生観を共有した。

## 集合作品

### 文学作品の素材
この映画は、ジブラン・ハリール・ジブランの著書『預言者』を原作とし、1923年に初めて出版され、多言語に翻訳され、1億部以上が販売された。40か国以上に翻訳されており、1億部以上販売された。

### 製作と監督
この映画は、レバノン出身の女優・監督サルマ・ハエックが製作、メキシコのシリア系出身です。監督はロジャー・アラーズ。

### アニメ詩
ジブランの詩集から選ばれた26篇のうち8篇が選ばれ、リーアム・ニーソンが朗読し、8人のアーティストによって映像化されました。また、フー・トリン・グエンも紹介しています。
選ばれた詩は次の通り：
- トム・ムーア：愛
- ニナ・ペイリー：子供たち
- ジョアン・スファール：結婚（ダンスはフィリップ・デクフリーの振り付け）
- ビル・プリムプトン：食べることと飲むこと
- ゲタンとポール・ブリッツィ：死
- ジョアン・グラッツ：仕事
- ミハル・ソチャ：自由
- モハメッド・サイード・ハリブ：善と悪

## ボイスキャスト
- リーアム・ニーソン：ムスタファ
- サルマ・ハエック：カミラ
- ジョン・クラスィンスキー：ハリム
- クウェンザナ・ウォリス：アルミトラ
- アルフレッド・モレナ：兵士長
- フランク・ランジェラ：パシャ
- グナー・サイズモア：いじめっ子
- アサフ・コーエン：若い花嫁